# Bathippus brocchus
Bathippus brocchus là một loài nhện trong họ Salticidae.
Loài này thuộc chi Bathippus. Bathippus brocchus được Tord Tamerlan Teodor Thorell miêu tả năm 1881.